# Nipponochalcidia hexcarinata
Nipponochalcidia hexcarinata är en stekelart som först beskrevs av Girault 1925.  Nipponochalcidia hexcarinata ingår i släktet Nipponochalcidia och familjen bredlårsteklar. Inga underarter finns listade i Catalogue of Life.